# 1839

## Esdeveniments
Països Catalans
- 18 d'abril - Vilafamés (Plana Alta): els carlins aixequen el setge de Vilafamés quan arriben reforços carlins durant la Primera Guerra Carlina.
- 27 de maig - Ripoll (Ripollès): el comte d'Espanya aconsegueix assaltar la ciutat durant el setge de Ripoll i després la va cremar i destruir.
- 17 de juliol - Llucena (Alcalatén): els carlins aixequen el Setge de Llucena de 1839 després de la derrota que els infringeix Leopoldo O'Donnell durant la Primera Guerra Carlina.
- 8 i 9 de novembre - Moià: Crema de la vila per part de les tropes carlines.
- 14 de novembre - Peracamps (Llobera, Solsonès): els liberals cauen en una emboscada en la batalla de Peracamps de 1839 i perden contra els carlins a la Primera Guerra Carlina quan anaven a aprovisionar la ciutat de Solsona.

- Joaquim Rubió i Ors, conegut com lo Gaiter del Llobregat, publica els primers poemes en català al Diario de Barcelona.
- Es fa la primera fotografia a Barcelona al Pla de Palau.

Resta del món
- 23 de març, Segura de los Baños (Província de Terol, Aragó): tot i que els carlins van haver de fugir al perdre la batalla de Segura van poder mantenir la fortalesa a la Primera Guerra Carlina.
- 2 de juliol: A vint milles de la costa de Cuba, es rebel·len 53 esclaus africans, amb Joseph Cinque al capdavant, i prenen el vaixell d'esclaus Amistad.
- 29 d'agost - Oñati (Alt Deba, País Basc):es signa el Conveni de Bergara que posa fi a la Primera guerra carlina.
- L'artista danès Johan Lundbye pinta l'obra Dolmen a Raklev, Røsnæs.
- Desenvolupat el daguerreotip[1]
- Matthias Jakob Schleiden i Theodor Schwann, proposen la teoria cel·lular.
- Tractat de Londres (1839) també conegut amb el nom de Tractat dels XXIV articles, els Regne Unit dels Països Baixos, França, el Regne Unit, Àustria i Prússia reconeixen la independència de Bèlgica. És també la fi de dret del Regne Unit dels Països Baixos, que esdevé Regne dels Països Baixos.

## Naixements
Països Catalans
- 9 d'octubre, Barcelona: Frederic Soler i Hubert, Serafí Pitarra, dramaturg, poeta i empresari teatral català (m. 1895).[2]
- 13 de novembre, Alcoi (l'Alcoià): Josep Jordà i Valor, músic i compositor valencià (m. 1918).
- 15 de novembre, Gandia (la Safor): José María Úbeda Montés, compositor i organista valencià (m. 1909).

Resta del món
- 19 de gener - Ais de Provença (Occitània): Paul Cézanne, pintor francès (m. 1906).
- 8 de març, Shelbyville: Josephine Cochrane, inventora estatunidenca del rentaplats (m. 1913)[3]
- 16 de març - París, França: Sully Prudhomme, Premi Nobel de Literatura 1901 (m. 1907).
- 17 de març - Vaduz, Liechtenstein: Josef Rheinberger, compositor i pedagog alemany.
- 25 de març - Baden bei Wien: Marianne Hainisch, fundadora i presidenta del moviment de dones d'Àustria (m. 1936).[4]
- 3 de maig - Remscheid, Rin del Nord-Westfàlia (Alemanya): Johannes Fastenrath, escriptor i hispanista alemany (m. 1908).[5]
- 2 de juny - Colònia: Anna vom Rath, salonnière alemanya a Berlín (m. 1918).[6]
- 21 de juny - Rio de Janeiro: Joaquim Maria Machado de Assis, escriptor brasiler.
- 8 de juliol - Richford, Nova York (EUA): John D. Rockefeller, empresari i filantrop estatunidenc. Fundador de la Standard Oil Company (m. 1937).[7]
- 5 de desembre - New Rumley, (Harrison County) (Ohio) EUA: George Armstrong Custer, oficial de cavalleria dels Estats Units que va destacar durant la Guerra civil i en les guerres contra els indis.(m.1876)
- 13 de desembre - Valenciennes: Edma Morisot, pintora francesa impressionista.[8]
- Edo (Japó): Tsukioka Yoshitoshi, artista gravador.

## Necrològiques
Països Catalans
- París: Ferran Sor i Muntades, guitarrista i compositor català.

Resta del món
- 3 de maig, París (França): Ferdinando Paër, compositor parmesà (n. 1771).[9]
- 8 de juny, Salzburgː Aloysia Weber, soprano alemanya, cunyada de Mozart (n. 1760).[10]
- 23 de juny, Líban: Hester Stanhope, aristòcrata anglesa, viatgera i exploradora (n.1776).[11]
- 3 d'agost, Leipzig: Dorothea Veit, intel·lectual alemanya del romanticisme, escriptora, editora i traductora (n. 1764).[12]